# Inger Eriksson
Inger Astrid Eriksson (* 7. August 1942 in Hofors) ist eine ehemalige schwedische Eisschnellläuferin.
Eriksson, die für den Hofors CK startete, nahm von 1960 bis 1964 an internationalen Wettbewerben teil. Dabei kam sie Mehrkampfweltmeisterschaft 1961 in Tønsberg sowie bei der Mehrkampfweltmeisterschaft 1962 in Imatra jeweils auf den 20. Platz und bei der Mehrkampfweltmeisterschaft 1963 in Karuizawa auf den achten Rang im Mini-Mehrkampf. In der Saison 1963/64 holte sie bei den schwedischen Mehrkampfmeisterschaften im Mini-Mehrkampf ihren einzigen nationalen Meistertitel und errang bei der Mehrkampfweltmeisterschaft 1964 in Kristinehamn erneut den 20. Platz im Mini-Mehrkampf. Bei ihrer einzigen Teilnahme an Olympischen Winterspielen im Februar 1964 in Innsbruck belegte sie den 14. Platz über 3000 m, den 12. Rang über 1500 m sowie jeweils den neunten Platz über 500 m und 1000 m.

## Persönliche Bestzeiten
| Disziplin | Zeit       | Datum            | Ort       |
| --------- | ---------- | ---------------- | --------- |
| 500 m     | 46,8 s     | 21. Januar 1964  | Davos     |
| 1000 m    | 1:36,1 min | 23. Januar 1964  | Davos     |
| 1500 m    | 2:30,1 min | 22. Februar 1963 | Karuizawa |
| 3000 m    | 5:18,3 min | 23. Januar 1964  | Davos     |